# Distretto di Independencia (Ancash)
Il distretto di Independencia è un distretto del Perù nella provincia di Huaraz (regione di Ancash) con 62.853 abitanti al censimento 2007 dei quali 50.554 urbani e 12.299 rurali.
È stato istituito il 16 novembre 1992.